# 勒德烏齊
勒德烏齊是羅馬尼亞的城市，位於該國東北部，距離首府蘇恰瓦37公里，由蘇恰瓦縣負責管轄，面積32.30平方公里，海拔高度374米，2011年人口25,076，大多數居民信奉東正教。

## 友好城市
- 法國 蓬托-孔博

## 外部連結
- （罗马尼亚文） Rădăuţi Town Hall official website （页面存档备份，存于）
- （罗马尼亚文） Rădăuţi Online - a Romanian portal about Rădăuți （页面存档备份，存于）
- （罗马尼亚文） Cancan Rădăuțean - a local newspaper about Rădăuți in Romanian （页面存档备份，存于）